# Copa Sevilla 1999
Il Copa Sevilla 1999 è stato un torneo di tennis facente parte della categoria ATP Challenger Series nell'ambito dell'ATP Challenger Series 1999. Il torneo si è giocato a Siviglia in Spagna dal 20 al 25 settembre 1999 su campi in terra gialla.

## Vincitori

### Singolare
Sebastián Prieto ha battuto in finale  Jacobo Díaz con il punteggio di 4–6, 6–2, 6–1.

### Doppio
Marcelo Charpentier /  Jose Frontera hanno battuto in finale  Eduardo Nicolás /  Germán Puentes con il punteggio di 7–5, 6–3.